# Bundestagswahlkreis Hagen – Ennepe-Ruhr-Kreis I
Der Bundestagswahlkreis Hagen – Ennepe-Ruhr-Kreis I (Wahlkreis 137; bis zur Bundestagswahl 2021 Wahlkreis 138) liegt in Nordrhein-Westfalen und umfasst die kreisfreie Stadt Hagen sowie die Städte Breckerfeld, Gevelsberg, Schwelm und Ennepetal aus dem Ennepe-Ruhr-Kreis. Der Wahlkreis umfasste bis 2002 stets nur die Stadt Hagen und wurde dann wegen der sinkenden Einwohnerzahl von Hagen um einen Teil des Ennepe-Ruhr-Kreises erweitert. Nachdem der Wahlkreis bei allen Bundestagswahlen von 1961 bis 2021 vom jeweiligen Kandidaten der SPD gewonnen wurde, gewann 2025 erstmals seit 1957 die Kandidatin der CDU.

## Wahlkreisgeschichte
| Wahl      | Wahlkreisname                   | Gebiet                                                                                 |
| --------- | ------------------------------- | -------------------------------------------------------------------------------------- |
| 1949      | 53 Hagen                        | Hagen                                                                                  |
| 1953–1961 | 114 Hagen                       | Hagen                                                                                  |
| 1965–1976 | 113 Hagen                       | Hagen                                                                                  |
| 1980–1998 | 108 Hagen                       | Hagen                                                                                  |
| 2002–2009 | 139 Hagen – Ennepe-Ruhr-Kreis I | Hagen, vom Ennepe-Ruhr-Kreis die Städte Breckerfeld, Gevelsberg, Schwelm und Ennepetal |
| 2013–2021 | 138 Hagen – Ennepe-Ruhr-Kreis I | Hagen, vom Ennepe-Ruhr-Kreis die Städte Breckerfeld, Gevelsberg, Schwelm und Ennepetal |
| 2025–     | 137 Hagen – Ennepe-Ruhr-Kreis I | Hagen, vom Ennepe-Ruhr-Kreis die Städte Breckerfeld, Gevelsberg, Schwelm und Ennepetal |

## Wahlkreisabgeordnete
| Wahl | Abgeordneter | Abgeordneter            | Partei | Stimmen in % |
| ---- | ------------ | ----------------------- | ------ | ------------ |
| 1949 |              | Luise Rehling           | CDU    | 32,4         |
| 1953 | 48,2         | Luise Rehling           | CDU    |              |
| 1957 | 47,0         | Luise Rehling           | CDU    |              |
| 1961 |              | Fritz Steinhoff         | SPD    | 46,0         |
| 1965 | 52,1         | Fritz Steinhoff         | SPD    |              |
| 1969 |              | Lothar Wrede            | SPD    | 52,2         |
| 1972 | 50,3         | Lothar Wrede            | SPD    |              |
| 1976 | 47,7         | Lothar Wrede            | SPD    |              |
| 1980 | 52,2         | Lothar Wrede            | SPD    |              |
| 1983 |              | Hans-Günther Toetemeyer | SPD    | 48,7         |
| 1987 | 49,3         | Hans-Günther Toetemeyer | SPD    |              |
| 1990 | 46,8         | Hans-Günther Toetemeyer | SPD    |              |
| 1994 |              | Dietmar Thieser         | SPD    | 51,8         |
| 1998 |              | René Röspel             | SPD    | 55,9         |
| 2002 | 55,2         | René Röspel             | SPD    |              |
| 2005 | 52,3         | René Röspel             | SPD    |              |
| 2009 | 43,0         | René Röspel             | SPD    |              |
| 2013 | 47,1         | René Röspel             | SPD    |              |
| 2017 | 39,2         | René Röspel             | SPD    |              |
| 2021 |              | Timo Schisanowski       | SPD    | 33,3         |
| 2025 |              | Tijen Ataoğlu           | CDU    | 28,9         |

## Wahlergebnisse

### Bundestagswahl 2025
| Kandidaten                      | Kandidaten                 | Parteien/Listen     | Erststimmen | Erststimmen | Zweitstimmen | Zweitstimmen |
| Kandidaten                      | Kandidaten                 | Parteien/Listen     | Stimmen     | %           | Stimmen      | %            |
| ------------------------------- | -------------------------- | ------------------- | ----------- | ----------- | ------------ | ------------ |
|                                 | Timo Schisanowski          | SPD                 | 39.055      | 25,6        | 32.724       | 21,4         |
|                                 | Tijen Ataoğlugewählt im WK | CDU                 | 44.053      | 28,9        | 43.380       | 28,4         |
|                                 | Thomas Jalili Tanha        | GRÜNE               | 12.544      | 8,2         | 13.448       | 8,8          |
|                                 | Katrin Helling-Plahr       | FDP                 | 5.190       | 3,4         | 5.897        | 3,9          |
|                                 | Michael Eiche              | AfD                 | 32.562      | 21,4        | 31.913       | 20,9         |
|                                 | Jürgen Senge               | Die Linke           | 9.025       | 5,9         | 11.933       | 7,8          |
|                                 | –                          | Tierschutzpartei    | –           | –           | 2.363        | 1,5          |
|                                 | –                          | Die PARTEI          | –           | –           | 804          | 0,5          |
|                                 | –                          | dieBasis            | –           | –           | 302          | 0,2          |
|                                 | Ali Bülbül                 | Team Todenhöfer     | 1.425       | 0,9         | 631          | 0,4          |
|                                 | Karen Buchholz             | FREIE WÄHLER        | 1.780       | 1,2         | 779          | 0,5          |
|                                 | –                          | Volt                | –           | –           | 672          | 0,4          |
|                                 | Reinhard Johannes Funk     | MLPD                | 231         | 0,2         | 89           | 0,1          |
|                                 | –                          | PdF                 | –           | –           | 233          | 0,2          |
|                                 | –                          | BÜNDNIS DEUTSCHLAND | –           | –           | 225          | 0,1          |
|                                 | Andreas Kroll              | BSW                 | 6.481       | 4,3         | 7.316        | 4,8          |
|                                 | –                          | MERA25              | –           | –           | 55           | 0,0          |
|                                 | –                          | WerteUnion          | –           | –           | 105          | 0,1          |
| Gesamt                          | Gesamt                     | Gesamt              | 152.346     | 100         | 152.869      | 100          |
|                                 |                            |                     |             |             |              |              |
| Ungültige Stimmen               | Ungültige Stimmen          | Ungültige Stimmen   | 1.523       | 1,0         | 1.000        | 0,6          |
| Wähler                          | Wähler                     | Wähler              | 153.869     | 78,5        | 153.869      | 78,5         |
| Wahlberechtigte                 | Wahlberechtigte            | Wahlberechtigte     | 195.955     |             | 195.955      |              |
|                                 |                            |                     |             |             |              |              |
| Quellen: Die Bundeswahlleiterin |                            |                     |             |             |              |              |

### Bundestagswahl 2021
| Kandidaten                                            | Kandidaten                     | Parteien/Listen      | Erststimmen | Erststimmen | Zweitstimmen | Zweitstimmen |
| Kandidaten                                            | Kandidaten                     | Parteien/Listen      | Stimmen     | %           | Stimmen      | %            |
| ----------------------------------------------------- | ------------------------------ | -------------------- | ----------- | ----------- | ------------ | ------------ |
|                                                       | Christian Nienhaus             | CDU                  | 37.718      | 26,4        | 34.210       | 23,8         |
|                                                       | Timo Schisanowskigewählt im WK | SPD                  | 47.581      | 33,3        | 47.400       | 33,0         |
|                                                       | Katrin Helling-Plahr           | FDP                  | 13.531      | 9,5         | 16.179       | 11,3         |
|                                                       | Andreas Geitz                  | AfD                  | 14.419      | 10,1        | 13.760       | 9,6          |
|                                                       | Janosch Dahmen                 | GRÜNE                | 17.954      | 12,5        | 17.237       | 12,0         |
|                                                       | Ingo Hentschel                 | DIE LINKE            | 4.552       | 3,2         | 4.857        | 3,4          |
|                                                       | Athanasios Sarakatsanos        | Die PARTEI           | 2.830       | 2,0         | 1.591        | 1,1          |
|                                                       | –                              | Tierschutzpartei     | –           | –           | 2.392        | 1,7          |
|                                                       | –                              | PIRATEN              | –           | –           | 573          | 0,4          |
|                                                       | Sara Buschner                  | FREIE WÄHLER         | 2.122       | 1,5         | 1.031        | 0,7          |
|                                                       | –                              | NPD                  | –           | –           | 161          | 0,1          |
|                                                       | –                              | ÖDP                  | –           | –           | 99           | 0,1          |
|                                                       | –                              | V-Partei³            | –           | –           | 91           | 0,1          |
|                                                       | –                              | Gesundheitsforschung | –           | –           | 194          | 0,1          |
|                                                       | Reinhard Funk                  | MLPD                 | 185         | 0,1         | 76           | 0,1          |
|                                                       | –                              | Die Humanisten       | –           | –           | 110          | 0,1          |
|                                                       | –                              | DKP                  | –           | –           | 45           | 0,0          |
|                                                       | –                              | SGP                  | –           | –           | 9            | 0,0          |
|                                                       | Markus Effenberger             | dieBasis             | 1.399       | 1,0         | 1.200        | 0,8          |
|                                                       | –                              | Bündnis C            | –           | –           | 169          | 0,1          |
|                                                       | –                              | du.                  | –           | –           | 57           | 0,0          |
|                                                       | –                              | LIEBE                | –           | –           | 235          | 0,2          |
|                                                       | –                              | LKR                  | –           | –           | 32           | 0,0          |
|                                                       | –                              | PdF                  | –           | –           | 56           | 0,0          |
|                                                       | –                              | LfK                  | –           | –           | 162          | 0,1          |
|                                                       | –                              | Team Todenhöfer      | –           | –           | 1.448        | 1,0          |
|                                                       | –                              | Volt                 | –           | –           | 235          | 0,2          |
|                                                       | Michael Tropp                  | Einzelbewerber       | 809         | 0,6         | –            | –            |
| Gesamt                                                | Gesamt                         | Gesamt               | 143.100     | 100         | 143.609      | 100          |
|                                                       |                                |                      |             |             |              |              |
| Ungültige Stimmen                                     | Ungültige Stimmen              | Ungültige Stimmen    | 1.651       | 1,1         | 1.142        | 0,8          |
| Wähler                                                | Wähler                         | Wähler               | 144.751     | 71,8        | 144.751      | 71,8         |
| Wahlberechtigte                                       | Wahlberechtigte                | Wahlberechtigte      | 201.594     |             | 201.594      |              |
|                                                       |                                |                      |             |             |              |              |
| Quellen: Die Bundeswahlleiterin, Kandidaten – Stimmen |                                |                      |             |             |              |              |

### Bundestagswahl 2017
| Direktkandidat        | Partei   | Erststimmen in % | Zweitstimmen in % |
| --------------------- | -------- | ---------------- | ----------------- |
| Cemile Giousouf       | CDU      | 30,3             | 28,9              |
| René Röspel           | SPD      | 39,2             | 29,3              |
| Karen Haltaufderheide | GRÜNE    | 3,9              | 5,8               |
| Ralf Sondermeyer      | LINKE    | 5,4              | 7,2               |
| Katrin Helling-Plahr  | FDP      | 7,9              | 12,6              |
| Michael Eiche         | AfD      | 11,3             | 11,8              |
| Reinhard Funk         | MLPD     | 0,2              | 0,1               |
| —                     | Sonstige | 2,0              | 4,4               |

### Bundestagswahl 2013
| Direktkandidat       | Partei                         | Erststimmen in % | Zweitstimmen in % |
| -------------------- | ------------------------------ | ---------------- | ----------------- |
| Cemile Giousouf      | CDU                            | 34,1             | 35,3              |
| René Röspel          | SPD                            | 47,1             | 36,8              |
| Katrin Helling-Plahr | FDP                            | 3,4              | 4,5               |
| Udo Franke           | NPD                            | 1,9              | 1,1               |
| Reinhard Funk        | MLPD                           | 0,2              | 0,1               |
| Frank Steinwender    | GRÜNE                          | 4,5              | 6,7               |
| Thomas Schock        | LINKE                          | 5,7              | 6,7               |
| Maja Tiegs           | PIRATEN                        | 2,7              | 2,2               |
| Brigitte Schiltz     | Bündnis 21/RRP                 | 0,4              | 0,1               |
| —                    | AfD                            |                  | 4,4               |
| —                    | REP                            |                  | 0,2               |
| —                    | DIE RECHTE                     |                  | 0,0               |
| —                    | ÖDP                            |                  | 0,1               |
| —                    | BüSo                           |                  | 0,0               |
| —                    | BIG                            |                  | 0,1               |
| —                    | Bürgerbewegung pro Deutschland |                  | 0,5               |
| —                    | FREIE WÄHLER                   |                  | 0,3               |
| —                    | Partei der Nichtwähler         |                  | 0,1               |
| —                    | Partei der Vernunft            |                  | 0,1               |
| —                    | Die PARTEI                     |                  | 0,4               |

### Bundestagswahl 2009
| Direktkandidat          | Partei     | Erststimmen | Zweitstimmen |
| ----------------------- | ---------- | ----------- | ------------ |
| René Röspel             | SPD        | 43,0 %      | 32,9 %       |
| Carmen Knollmann        | CDU        | 33,5 %      | 30,3 %       |
| Katrin Helling          | FDP        | 7,6 %       | 12,2 %       |
| Karen Haltaufderheide   | GRÜNE      | 5,9 %       | 9,1 %        |
| Thomas Friedrich Schock | Die Linke. | 8,2 %       | 9,7 %        |
| Thorsten Crämer         | NPD        | 1,8 %       | 1,2 %        |
| -                       | PIRATEN    | -           | 1,6 %        |
| Sonstige                | Sonstige   | -           | 3,0 %        |